# Teacapán
Teacapán är en ort i Mexiko.   Den ligger i kommunen Escuinapa och delstaten Sinaloa, i den centrala delen av landet, 800 km väster om huvudstaden Mexico City. Teacapán ligger 5 meter över havet och antalet invånare är 4 421.
Terrängen runt Teacapán är mycket platt. Havet är nära Teacapán åt sydväst. Runt Teacapán är det ganska glesbefolkat, med 48 invånare per kvadratkilometer. Teacapán är det största samhället i trakten. Trakten runt Teacapán består huvudsakligen av våtmarker.